# 拉幾內亞 (巴爾沃阿區)
拉幾內亞（西班牙語：La Guinea），是巴拿馬的城鎮，位於該國中東部，由巴拿馬省的巴爾沃阿區負責管轄，面積29.6平方公里，海拔高度30米，2010年人口283,729，人口密度每平方公里9,585.4人。